# ورخنتاگیروو
ورخنتاگیروو (به لاتین: Verkhnetagirovo) یک منطقهٔ مسکونی در روسیه است که در باشقیرستان واقع شده‌است.